# Gose

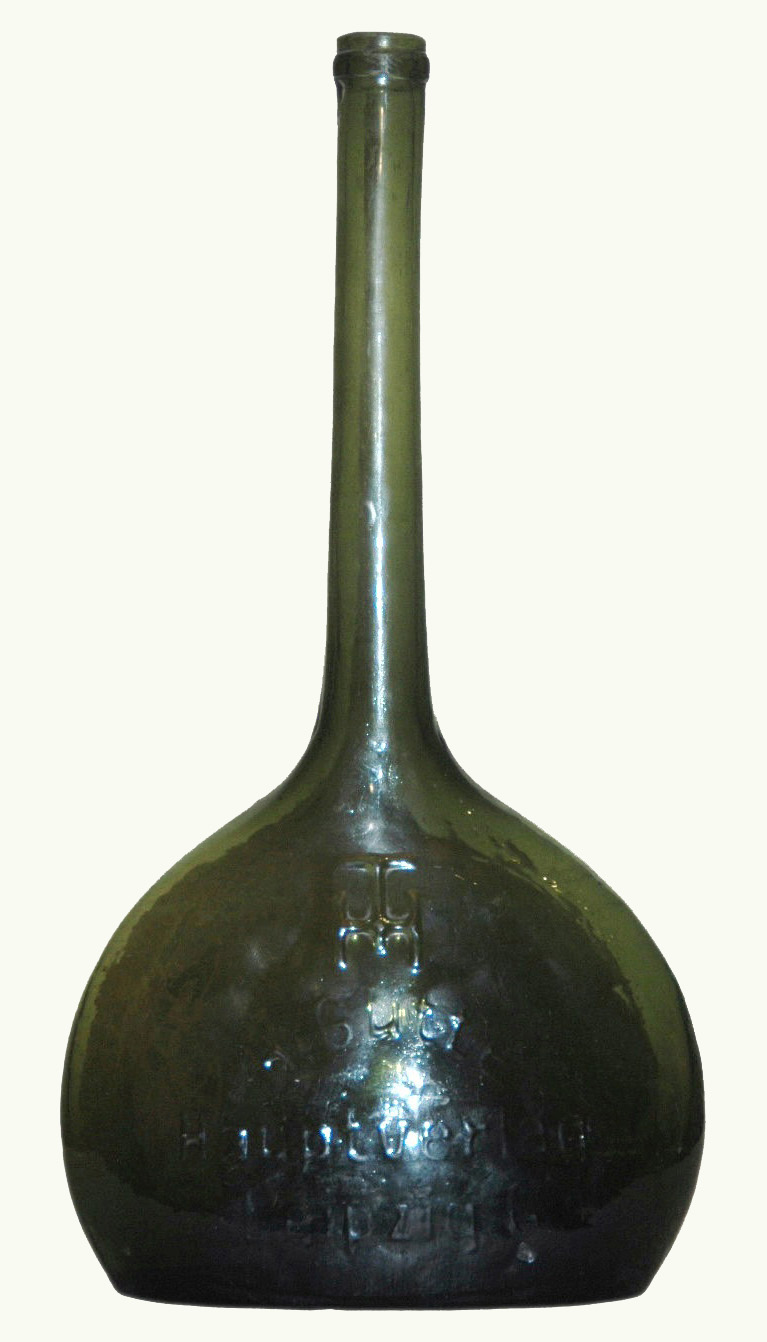
Historische 33 cm hohe Goseflasche (Pressglas), um 1900

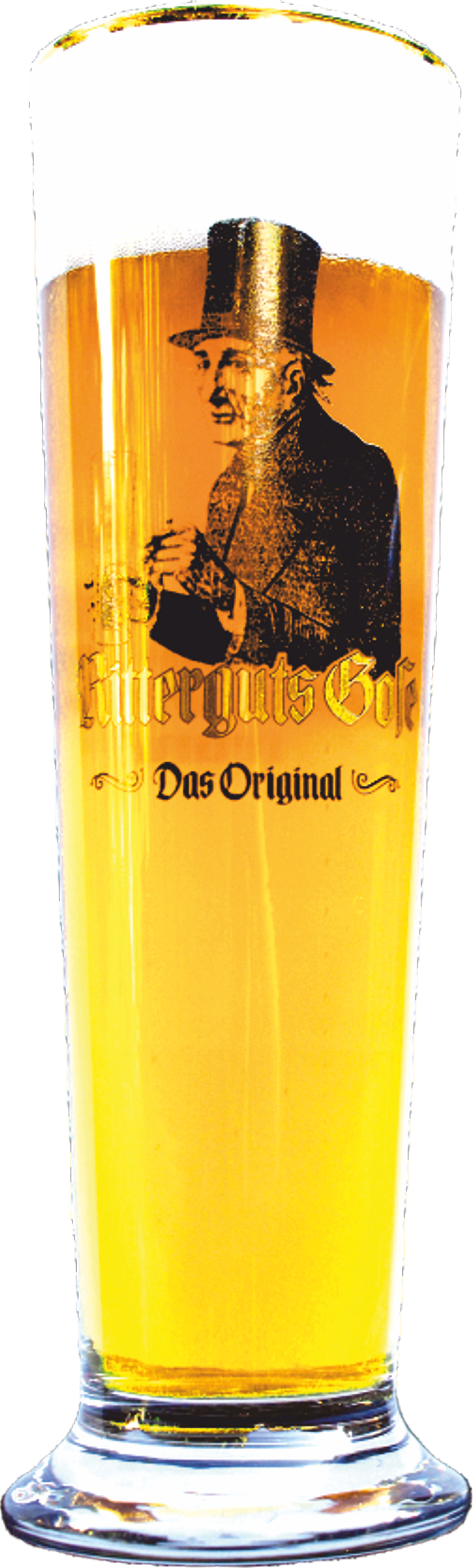
Stangenglas

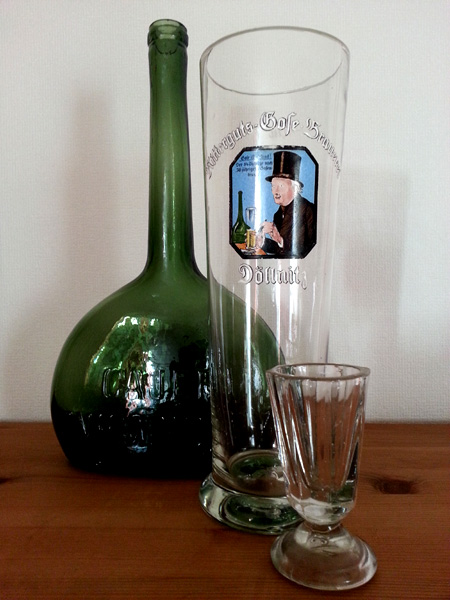
Original Leipziger Gose

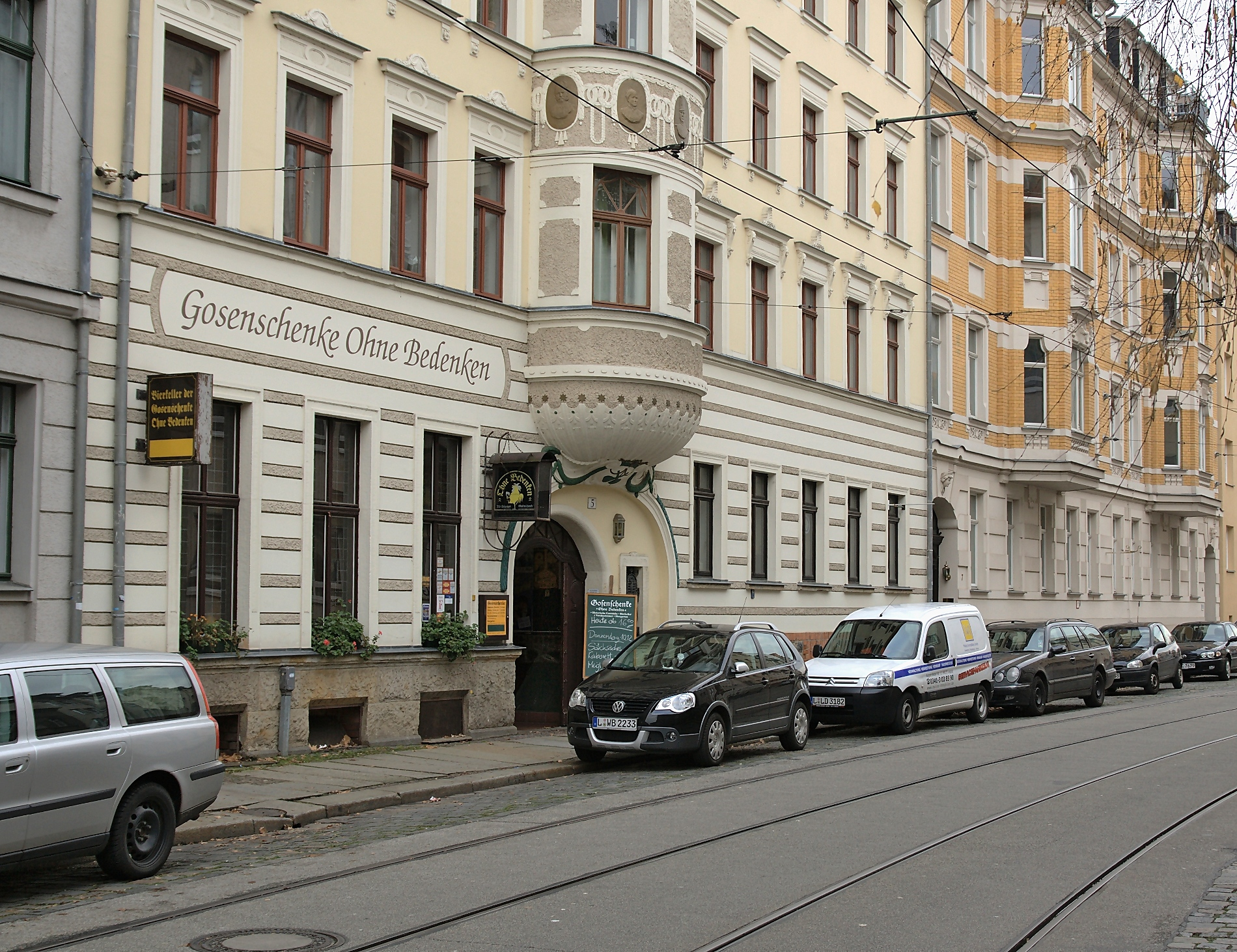
Gosenschänke in der Leipziger Menckestraße

Die Gose ist eine obergärige Biersorte, deren Bezeichnung von dem kleinen Harzflüsschen und Bach in Goslar stammen soll, der Gose.

## Herkunft und Typ
Aus der Gose holten lokale Brauereien bereits im Mittelalter Wasser zur Herstellung ihrer Biere. Von hier aus fand die Biersorte Verbreitung und etablierte sich vor allem in der Gegend um Dessau, Halle und Leipzig.
Die Gose stellt einen eigenen, alten Biertyp dar, der eine gewisse Ähnlichkeit sowohl mit der Berliner Weiße, als auch mit belgischen Lambic-Bieren und deren Spezialform, der Geuze, aufweist. Gose entstand früher wie die meisten Biere durch Spontangärung. Heute wird die obergärige Brauart verwendet, wobei neben der alkoholischen noch eine bakterielle Milchsäuregärung stattfindet, die zu dem typischen säuerlichen Geschmack führt. Eine weitere Eigenart besteht im Zusatz von Speisesalz und Koriander.

## Geschichte
Die älteste erhaltene Urkunde, in der die Gose erwähnt wird (gebraut im Kloster Ilsenburg), stammt vom 27. März 1332; eine weitere urkundliche Erwähnung stammt von 1397, als die Stadt Goslar dem Bischof von Hildesheim (Gerhard vom Berge) ein Fass Gosebier schickte.
Der Geograph Johann Gottfried Gregorii publizierte 1744 in einer Berufsbeschreibung des Bierbrauers ein Verzeichnis mit 35 der damals bekanntesten deutschen Biersorten, worunter sich auch die Gose findet.
Der Legende nach soll Fürst Leopold von Anhalt-Dessau (der Alte Dessauer) die Gose 1738 in Leipzig eingeführt haben, wo sie sich bald großer Beliebtheit erfreute. Belegt ist die Verbreitung der Gose im Raum Leipzig ab 1824: In diesem Jahr bewarb sich Johann Philipp Ledermann, ein Brauereiknecht aus Goslar im Harz, mit seinen Rezeptur- und Technologiekenntnissen erfolgreich bei der Brauerei des Rittergutes Döllnitz bei Halle.
Im 19. Jahrhundert war die Gose ein gängiges, meist trübes Weißbier, dem lexikalisch eine schwere Bekömmlichkeit bis hin zum Durchfall zugeschrieben wurde, das andererseits „aber eine schöne Biersuppe“ gebe. Um 1900 war die Gose das meistgetrunkene Bier der Messestadt, sodass sich Leipzig auch „Gosestadt“ nannte. Inzwischen hatte sich die Rittergutsbrauerei in Döllnitz zum wichtigsten Lieferanten entwickelt.
Nachdem die Brauerei in Döllnitz 1945 im Zug der deutschen Reparationszahlungen von der sowjetischen Besatzungsmacht enteignet und demontiert worden war, gab es in Leipzig keine Gose mehr. 1949 nahm der Leipziger Braumeister Friedrich Wurzler in einer kleinen Brauerei die Produktion wieder auf und belieferte einige Goseschenken. Bis auf das Hotel Fröhlich in der Wintergartenstraße als Leipzigs letztem Gosenausschank schlossen diese Schenken bis 1958. Die Brauerei Wurzler gab 1966 auf. Damit gab es in Leipzig erneut keine Gose mehr.
1986 ließ der Leipziger Hochschullehrer und Designer Lothar Goldhahn in der Weißbierbrauerei des VEB Getränkekombinat Berlin wieder Gose nach alter Rezeptur brauen und eröffnete die sanierte Gosenschenke Ohne Bedenken in Leipzig. Eine zweite Gosenschenke mit hauseigener Gosebrauerei eröffnete im Jahr 2000 der Weißenburger Brauereibesitzer Thomas Schneider im sanierten Bayerischen Bahnhof. Auch in anderen Leipziger Gasthäusern ist Gose wieder als Bierspezialität auf der Karte zu finden.
In Goslar wurde das Brauen von Gose Mitte des 19. Jahrhunderts eingestellt. Erst 1993 nahm der ortsansässige Braumeister Andreas Wagenführer die Produktion wieder auf. Seit 2004 bietet das Brauhaus Goslar verschiedene Sorten des Harzer Urbieres an, die in verschiedenen Restaurants und Gaststätten als lokale Spezialität ausgeschenkt werden. 2010 wurde die Bierspezialität auch kurzzeitig in Österreich gefertigt: Die Bierzauberei in Brunn am Gebirge übernahm die Rezeptur vom Goslarer Brauhaus.
1999 wurde die alte Döllnitzer Gosetradition von Adolf Goedecke und Tilo Jänichen wieder aufgenommen. Nachdem die Ritterguts Gose zunächst in der Leipziger Gasthausbrauerei Zum Kaiser Napoleon gebraut wurde, wechselte man aus Kapazitätsgründen bald zur Leipziger Familienbrauerei Ernst Bauer. Ab 2007 wurde die Original Ritterguts Gose im Brauhaus Hartmannsdorf gebraut, 2015 folgte ein erneuter Wechsel zur Chemnitzer Brauerei Reichenbrand.
2023 wurde Gose in die „Slow Food-Liste der Archepassagiere“ aufgenommen, um zum Erhalt des alten Bierstils beizutragen.

## Internationale Bedeutung
Durch den Mikrobrauerei-Trend in Nordamerika wird seit den 2010er Jahren auch in den USA und Kanada Gose als Spezialität in geringem Umfang gebraut. 2014 z. B. nahm der Bonner Ingenieur Fritz Wülfing mit seiner „Gose aus der Dose“ am World Beer Cup in Denver teil. Die Original Ritterguts Gose wurde 2013 bei den World Beer Awards zweimal mit Gold ausgezeichnet („World’s Best Gose“). Beim Great American Beer Festival 2014 gewann in der Kategorie German-Style Sour Ale Braumeister Kevin Blodger mit seinem „Old Pro Gose“ aus der Union Craft Brewing in Baltimore die Silbermedaille.

## International Happy Gose Day
Seit 2015 findet am 17. November jedes Jahres der International Happy Gose Day statt. Ähnlich wie bei anderen Bier-Festtagen soll dieser Tag dazu beitragen, die Gose als Kulturgetränk in ihrer Vielfalt ins Gedächtnis zu rufen und gemeinsam Gose zu trinken – vor allem Brauereien, Gaststätten, Hobbybrauer und Bierliebhaber beteiligen sich; angestoßen wird mit dem Ausruf Goseanna!.

## Gose-Cocktails
Traditionelle Mix-Getränke mit Leipziger Gose:
- Blauer Engel (mit Blue Curacao)
- Regenschirm (mit dem Kümmel-Likör Allasch)
- Sonnenschirm (mit Himbeer- oder Waldmeister-Sirup)
- mit Kirschlikör